# Bomolocha gueenealis
Bomolocha gueenealis är en fjärilsart som beskrevs av William Schaus 1904. Bomolocha gueenealis ingår i släktet Bomolocha och familjen nattflyn. Inga underarter finns listade i Catalogue of Life.